# أبو عبد الله محمد الثامن
أبو عبد الله محمد الثامن (1411 - 1431) هو محمد بن يوسف بن يوسف بن محمد بن يوسف بن إسماعيل بن فرج بن إسماعيل بن يوسف. من بني نصر أو بني الأحمر المنحدرة من قبيلة الخزرج القحطانية، حكم مملكة غرناطة في الأندلس فترتين بين عامي (1417 - 1419) و(1427 - 1429).